# Jodie Marsh
Jodie Louise Marsh (Essex, Inglaterra; 23 de diciembre de 1978) es una modelo británica. En distintos periódicos apareció en topless, además tiene su propio reality show, Totally Jodie Marsh.

## Primeros años
Jodie Louise Marsh nació de John y Kristina en Essex de una familia rica (su padre dirige una empresa de construcción de contratistas), y fue educada en la escuela independiente Brentwood. Tiene un hermano, Jordan. Se dio a conocer en el reality Essex Wives en el 2002.

## Televisión, películas y apariciones de voz
Además de modelar, Marsh también ha tomado parte en muchos reality shows, incluyendo Trust Me - I'm A Holiday Rep, The Games, Fool Around With... Jodie Marsh en dos ocasiones, como invitada en Back to Reality como también en el show Come With Me.
Marsh tuvo una aparición cómo sí misma en el primer episodio del show The Kevin Bishop Show.
Después de competir en Celebrity Big Brother, Marsh apareció en varios shows de éste incluyendo: Big Brother's Little Brother, Big Brother's Big Mouth y Big Brother's EForum. Ella ha dicho que no disfrutó la experiencia en la casa de Gran Hermano dónde fue la primera en ser desalojada.
Jodie mostró a los televidentes su casa en MTV's Cribs en 2008.
En 2008, Marsh apareció en el Canal 4 en el programa It's Me or the Dog. A Jodie le daban tips de entrenamiento en casa para cuidar a sus cuatro perros.
Marsh apareció como concursante en el Canal Cinco en el programa The All Star Talent Show, presentado por Myleene Klass y Andi Peters. Marsh presentó un baile de salón.
Marsh comenzó presentando su propia serie de televisión, Get A Life for Living TV que comenzó el 1 de marzo de 2007. Fue cancelado después de dos episodios, debido a las malas cifras de audiencia.
En octubre de 2008, apareció en el primer episodio de London Ink en Discovery Real Time.
En 2009, Marsh apareció en el programa de BBC Snog Marry Avoid?, presentado por Jenny Frost. Marsh se enfrentó cara a cara con un dispositivo de revisión de equipo llamado POD.
A finales de enero de 2010, Marsh fue presentada en LA Muscle TV en una hora de show llamado 6 Pack in 4 Weeks. El trabajo de Marsh en el show, resultó en una sesión de fotos para la revista Muscle and Fitness.
En abril de 2010, Marsh hizo su tercera aparición en el show The Podge and Rodge en Dublín, Irlanda.
El 14 de septiembre de 2010, Marsh apreció en el Canal 4 en la edición Come Dine With Me. Marsh ganó £1,000 por su caridad. Algunos de los concursantes fueron DJ Iain Lee, Debbie McGee y el exparlamentario Lembit Opik.

## Celebrity Big Brother
En enero de 2006, apareció en Celebrity Big Brother en Reino Unido. Se enfrentó junto a un número de compañeros, más notables Pete Burns, Michael Barrymore y Georg Galloway quién se cansó de su descripción en sus experiencias sexuales. Apareció, sin embargo, para establecer una amistad con la compañera Chantelle Houghton. Esta amistad terminó cuando el show terminó. El viernes 13 de enero, Marsh fue la primera en ser votada para salir de la casa de Big Brother - con 8 de cada 10 posibles nominaciones (el margen más alto de siempre) de sus compañeros, y 42 % en el voto del público. Ella lloró durante su entrevista posterior a la expulsión con Davina McCall describiendo su experiencia como "horrible" y sus compañeros de casa era "matones viles de envidia."

## Totally Jodie Marsh
Carteles publicitarios de su show en el 2007, fueron vistos en la pared de London Underground.
En mayo de 2007, la página Marry Me Jodie Marsh se puso en marcha "Me voy a casar éste septiembre... ¡El único problema es que no tengo un hombre!" Hombres fueron invitados para presentar una solicitud para una serie de audiciones para la oportunidad de casarse con Marsh ese septiembre. MTV filmó la búsqueda y la boda.
La serie de reality aparece Marsh titulada Totally Jodie Marsh: Who'll Take Her Up the Aisle?, se estrenó en julio de 2007 para la búsqueda de encontrar un esposo. Marsh finalmente eligió a Matt Peacock, un exnovio de la modelo Jordan.
En el episodio final del show, los ejecutivos de MTV enfrentaron a Marsh y Matt Peacock con imágenes grabadas de la audición alegando que él y Marsh habían estado saliendo por meses y viviendo juntos por tres meses, lo contrario a las afirmaciones de la serie. Después de que los ejecutivos de MTV dejaran la habitación, Peacock acusó a Marsh de mentir a MTV.
La pareja se casó el 1 de septiembre de 2007 en Sugar Hut, un club nocturno de Essex. Una segunda ceremonia en el jardín de su madre fue mostrada en MTV el 2 de septiembre de 2007. Más tarde fue revelado que Marsh tenía la boda pagada por patrocinadores quiénes creían que la boda era genuina. La pareja se separó en diciembre de 2007. Marsh luego admitió a Love It en su edición el 8 de enero de 2008 que "... el matrimonio fue para la televisión. Nunca fue real" y "No estoy escondiendo el hecho que hice el show por dinero. Claro que lo hice."

## Culturismo
Otra novedad es que Marsh se ha interesado en el culturismo y ha desarrollado un físico musculoso trabajando con un entrenador personal.

## Escritura
En 2005, Marsh publicó su autobiografía Keeping It Real. La tapa dura fue lanzado en el 2005, seguida por una versión de bolsillo en el 2006. La versión en tapa dura alcanzó el top 10 en la lista de mejores vendidos.
Más tarde alegó en tener un acuerdo para un libro con una editorial.
Marsh escribió en una columna semanal para la revista de chismes de celebridades Sneak hasta su cierre en agosto de 2006 y fue anteriormente en la revista Zoo Weekly una "experta en sexo", aconsejando a los hombres en temas relacionado con el sexo. Su opción irritó a algunos profesionales establecidos. Jodie se defendió contra estas afirmaciones diciendo, "No tuve exactamente una licencia para psicología, pero me encanta el sexo, ¿no?"

## Rivalidades con otras celebridades
Marsh ha incurrido en una serie de peleas con otras celebridades, incluyendo con la modelo Jordan.
Durante su estadía en Celebrity Big Brother, Marsh estaba en términos amistosos con la participante Chantelle Houghton, pero esto no continuó después de las series. Después de que Houghton ganara la competencia y se casara con Samuel Preston, Marsh criticó su matrimonio llamándolo "un truco publicitario". Llamó a Houghton como "un desperdicio de espacio", y "sin talento". Marsh eligió y casarse con un esposo por su cuenta en su reality show Totally Jodie Marsh. La pareja se separó menos después de un año.

## Vida personal
En diciembre de 2006, Marsh anunció su compromiso con Brentwood DJ David Doyle, después de salir 11 días. Evitando el anillo de compromiso tradicional, Marsh en su lugar se tatuó el nombre de Doyle en su mano y la pareja aparecieron juntos en la revista OK! anunciando si plan en casarse en una ceremonia fetiche en un calabozo. La relación terminó entre fines de diciembre y mitad de enero de 2007 con Doyle culpándola del beber constantemente de Marsh y su pobre higiene personal.
Brevemente en 2008, Marsh informó que salió con una mujer, conocida como Nina, una peluquera. En la revista de Reino Unido, Star, Marsh dio una entrevista entera sobre su relación y recreó la portada de Vanity Fair. Cuando le preguntaron en cómo calificaría su sexualidad, Marsh respondió que sí tuviera que elegir "Sería bisexual".
En 2009, Marsh hizo su aparición en un club en Navan, Irlanda, con un nuevo novio, Ryan Fleming.
Es vegetariana y participó en la campaña de Peta "Todos los animales tiene las mismas partes."

## Otra controversia
En 2004, Marsh vendió una historia a News of the World reinvicando que tuvo una relación sexual con el mediocampista de Chelsea F.C. Frank Lampard. Lampard negó las alegaciones y presentó una denuncia ante la Comisión de Quejas de Prensa.
El 24 de marzo de 2006, Phil Willis cuestionó a la ministra de Educación Jaqui Smith en el Parlamento en cuanto a si a Marsh se le podría permitir el acceso a escuela promocionando su trabajo BeatBullying, describiendo su blog como "el lenguaje de un matón horrible." Smith respondió que, "Jodie Marsh no representa al Departamento de Educación y Skills de ninguna manera. La decisión de darle a las personas acceso a las escuelas son una competencia de los directores y lor órganos del gobierno." Marsh describió a Willis como "una persona triste, un aspirante de edad tratando de hacerse famoso en mi espalda." Willis luego dijo a Daily Mail, "Creo que estamos descendiendo al denominador más común cuando de hecho estamos poniendo a personas en un pedestal como Jodie Marsh para mandar a nuestras escuelas. Creo que podemos encontrar mejores modelos a seguir."
El 11 de agosto de 2006, Marsh fue abucheada por los espectadores en la reunión anual Jersey Battle of Flowers Parade donde estaba como invitada especial. La tasa combinada de Marsh y su acompañante invitado, Andy Abraham, fue estimado a £20,000. Se ha sugerido que este gasto y la calidad de la celebridad que adquirió a la recepción negativa, pero también ha sido notado una minoría muy pequeña de personas que estuvieron en los abucheos.
El 16 de mayo de 2007, Marsh se paró en un pastel de boda gigante en Leicester Square en Londres, vestida en un tutú blanco, con dos cintas blancas que cubrían sus pezones y llevando un ramo de novia para promocionar su próximo reality Totally Jodie Marsh.

## Educación
Marsh frecuentemente alega que ganó tres niveles de A, en materias y grados.